# Asbjørn Sennels
Asbjørn Sennels (* 17. Januar 1979 in Aarhus; † 9. Juli 2023) war ein dänischer Fußballspieler.

## Karriere
Asbjørn Sennels spielte zunächst bei den unterklassigen Vereinen Brabrand IF und IK Skovbakken. Seinen Durchbruch als Fußballspieler schaffte Sennels in der Saison 1999/2000 bei Viborg FF, für den er als Linksverteidiger bis 2010 insgesamt 167 Ligaspiele absolvierte. Von 2004 bis 2007 spielte Sennels bei Brøndby IF. Von 2000 bis 2001 spielte er in der dänischen U21-Nationalmannschaft. In den Jahren 2003 und 2004 bestritt Sennels zwei Spiele für die dänische A-Nationalmannschaft.
Im Jahr 2012 beendete Sennels seine aktive Karriere. Ab 2017 war er Spielerassistent bei der Reservemannschaft von Viborg IF. Ab Sommer 2018 war Sennels der Assistenztrainer beim Siebtligisten Tjele Vest Sport, dessen Cheftrainer er auch von Januar 2020 bis Sommer 2022 war.

## Privatleben
Asbjørn Sennels war ein Enkel des Komponisten Richard Sennels. Er wuchs in Aarhus auf, wo er bis zum Jahr 1998 das Staatsgymnasium besuchte und dort sein Abitur ablegte. Nach einem Hochschulstudium war Sennels ab 2012 als Gymnasiallehrer tätig. Er war verheiratet, hatte eine Tochter und einen Sohn.
Asbjørn Sennels starb am 9. Juli 2023 im Alter von 44 Jahren an den Folgen einer Krebserkrankung, die bei ihm erst wenige Monate zuvor diagnostiziert worden war.